# Slavonska skolan
Slavonska skolan eller Mariadöttrarnas skola var en flickskola i Stockholm, verksam mellan 1864 och 1892. Skolan kallades allmänt Slavonska skolan efter sin belgiska föreståndare (rektor), Victorine Slavon. Det beskrivs som en högre flickskola och kallades Institut de langues modernes pour des jeunes filles (1873). 

## Historik
Skolan grundades av den franska nunneorden Filles de Coeur de Marie, Mariadöttrarna, som anlände till Stockholm från Paris år 1851 och som var den första nunneorden i Sverige sedan reformationen. Det var under en period när drottning Josefina arbetade för katolikernas rättigheter i Sverige. En pojkskola grundades, och sedan också en flickskola. 
Slavonska skolan blev framgångsrik bland både protestanter och katoliker: franska var fortfarande högsta mode under denna tid och skolan fick därför rika protestantiska elever i tillägg till sina fattiga katolska. Den hade 160 elever år 1878, varav två tredjedelar var protestanter. Cirka 40 av eleverna var inackorderade i systrarnas pensionat. Undervisningen sköttes huvudsakligen av nunnorna, men undervisningsplanen var ungefär densamma som vid de övriga flickskolorna i Stockholm. Eleverna lärde sig franska, tyska och engelska. Protestantiska elever fick protestantisk religionsundervisning och katolska en katolsk av de katolska prästerna. På 1880-talet konkurrerades skolan ut av Franska skolan, som hade grundats 1862 av Josefssystrarna från Chambery, och den stängdes 1892. 
Bland dess elever fanns Astrid Corméry och Ester Lundberg, som har efterlämnat beskrivningar av den. Den senare hävdade att det förekom försök att omvända eleverna till katolicismen på skolan, vilket inte var fallet med dess konkurrent. 